# Tour de Lombardie 1970
La 64e édition du Tour de Lombardie s'est déroulée le 10 octobre 1970. La course a été remportée par le coureur italien Franco Bitossi qui signe une seconde victoire sur cette classique. Le parcours s'est déroulé entre Milan et Côme sur une distance de 266 kilomètres.

## Déroulement de la course
Les deux coureurs italiens Franco Bitossi et Felice Gimondi se présentent à l'arrivée au vélodrome de Côme avec plus de deux minutes d'avance sur leurs premiers poursuivants emmenés par le Belge Eddy Merckx. Bitossi, en tête en pénétrant sur le vélodrome, lance le sprint et réussit à conserver une longueur d'avance sur son compatriote Gimondi en franchissant la ligne d'arrivée. 133 coureurs étaient au départ et seulement 26 à l'arrivée.

## Classement final
| Pos. | Coureur             | Équipe       | Temps           |
| ---- | ------------------- | ------------ | --------------- |
| 1    | Franco Bitossi      | Filotex      | 6 h 57 min 22 s |
| 2    | Felice Gimondi      | Salvarani    | m.t.            |
| 3    | Gianni Motta        | Salvarani    | à 2 min 17 s    |
| 4    | Eddy Merckx         | Faemino      | m.t.            |
| 5    | Herman Van Springel | Mann-Grundig | m.t.            |
| 6    | Ole Ritter          | Germanvox    | m.t.            |
| 7    | Luis Ocaña          | Bic          | m.t.            |
| 8    | Enrico Maggioni     | Ferretti     | m.t.            |
| 9    | Michele Dancelli    | Molteni      | à 5 min 17 s    |
| 10   | Billy Bilsland      | Peugeot      | à 6 min 42 s    |